# Comuna de Lidzbark
Lidzbark (polaco: Gmina Lidzbark) é uma gminy (comuna) na Polónia, na voivodia de Vármia-Masúria e no condado de Działdowski. A sede do condado é a cidade de Lidzbark.
De acordo com os censos de 2004, a comuna tem 14 542 habitantes, com uma densidade 56,9 hab/km².

## Área
Estende-se por uma área de 255,67 km², incluindo:
- área agricola: 44%
- área florestal: 46%

## Demografia
Dados de 30 de Junho 2004:
|                      | Total   | Total | Mulheres | Mulheres | Homens  | Homens |
| -------------------- | ------- | ----- | -------- | -------- | ------- | ------ |
|                      | pessoas | %     | pessoas  | %        | pessoas | %      |
| População            | 14 542  | 100   | 7391     | 50,8     | 7151    | 49,2   |
| Densidade (pop./km²) | 56,9    | 100   | 28,9     | 28,9     | 28      | 28     |

De acordo com dados de 2002, o rendimento médio per capita ascendia a 1723,84 zł.

## Subdivisões
- Adamowo, Bełk, Bryńsk, Cibórz, Ciechanówko, Dłutowo, Jamielnik, Jeleń, Kiełpiny, Klonowo, Koty, Marszewnica, Miłostajki, Nick, Nowe Dłutowo, Nowy Dwór, Nowy Zieluń, Słup, Tarczyny, Wawrowo, Wąpiersk, Wlewsk, Zalesie, Zdrojek.

## Comunas vizinhas
- Bartniczka, Brzozie, Górzno, Grodziczno, Lubowidz, Płośnica, Rybno